# Zócalo

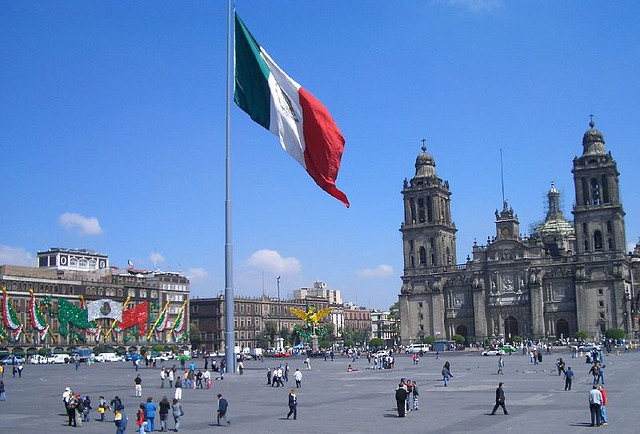
Zócalo van Mexico-Stad

Een zócalo is een centraal gelegen plein in Mexicaanse steden. Buiten Mexico worden dergelijke pleinen in Latijns-Amerikaanse landen vaak als Plaza de Armas aangeduid. Meestal bevinden zich aan een zócalo winkels, een kerk of kathedraal, en overheidsgebouwen.
Het woord 'zócalo' betekende oorspronkelijk sokkel. Over de reden waarom pleinen zo genoemd worden bestaan verschillende theorieën. De bekendste daarvan is dat na de onafhankelijkheid van Mexico, standbeelden van koning Karel IV van Spanje omver werden gehaald, waardoor alleen de sokkel overbleef.
Het bekendste zócalo is de Plaza de la Constitución in Mexico-Stad.